# Memorial Deputado Pontes Neto
O Memorial Deputado Pontes Neto (Malce) é um órgão vinculado à Mesa Diretora da Assembleia Legislativa do Estado Ceará que tem por objetivo desenvolver ações de preservação histórica e cultural do Poder Legislativo cearense.

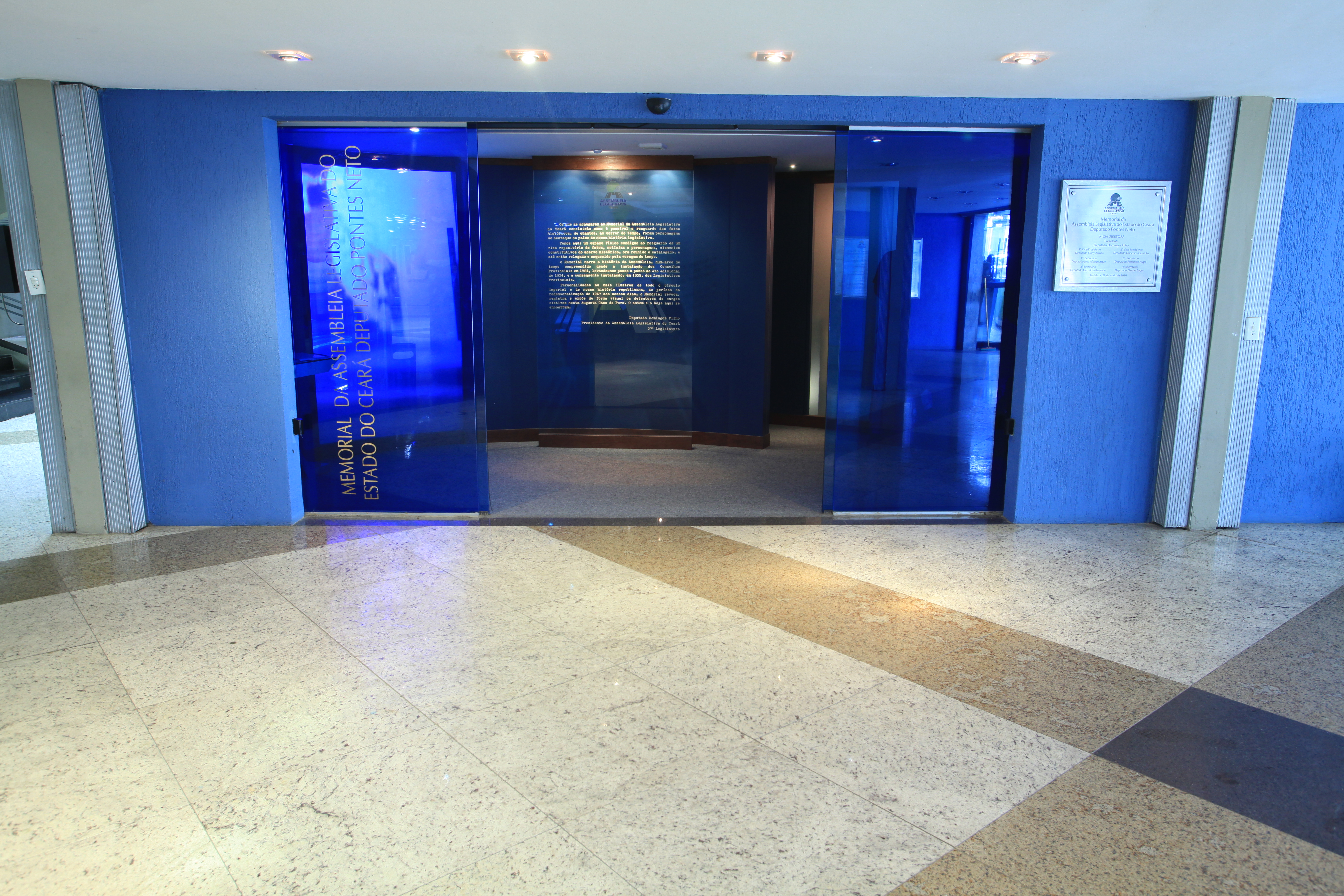
Entrada do Memorial Deputado Pontes Neto

O Malce atua por meio de três eixos finalísticos: Programa "O Parlamento e sua História", "Produção de publicações, Debates e Palestras sobre Memória do Parlamento" e "Gerenciamento, Pesquisas e Elaboração de Exposições de Curta Duração", oferecendo à sociedade meios de reflexão e de discussão sobre temas voltados ao campo da memória, da história e da política do Brasil e especialmente do Ceará.
O programa O Parlamento e sua História tem por finalidade despertar nos estudantes de escolas públicas e privadas e de universidades, bem como junto a associações e outras entidades, o interesse pela história do parlamento cearense, por meio de visitas mediadas à exposição de longa duração do Malce e aos demais espaços da Assembleia Legislativa do Estado do Ceará, especialmente o Plenário 13 de Maio. A visita se dá mediante agendamento prévio e é realizada com grupo de até 45 participantes.
A exposição de longa duração “História da Assembleia Legislativa do Estado do Ceará”, mantida pelo Memorial Deputado Pontes Neto – Malce, apresenta, com inovação tecnológica e interatividade, os principais acontecimentos da história política brasileira, destacando o parlamento cearense. Esse cenário possibilita ao visitante conhecer a trajetória de quase dois séculos da história do parlamento.

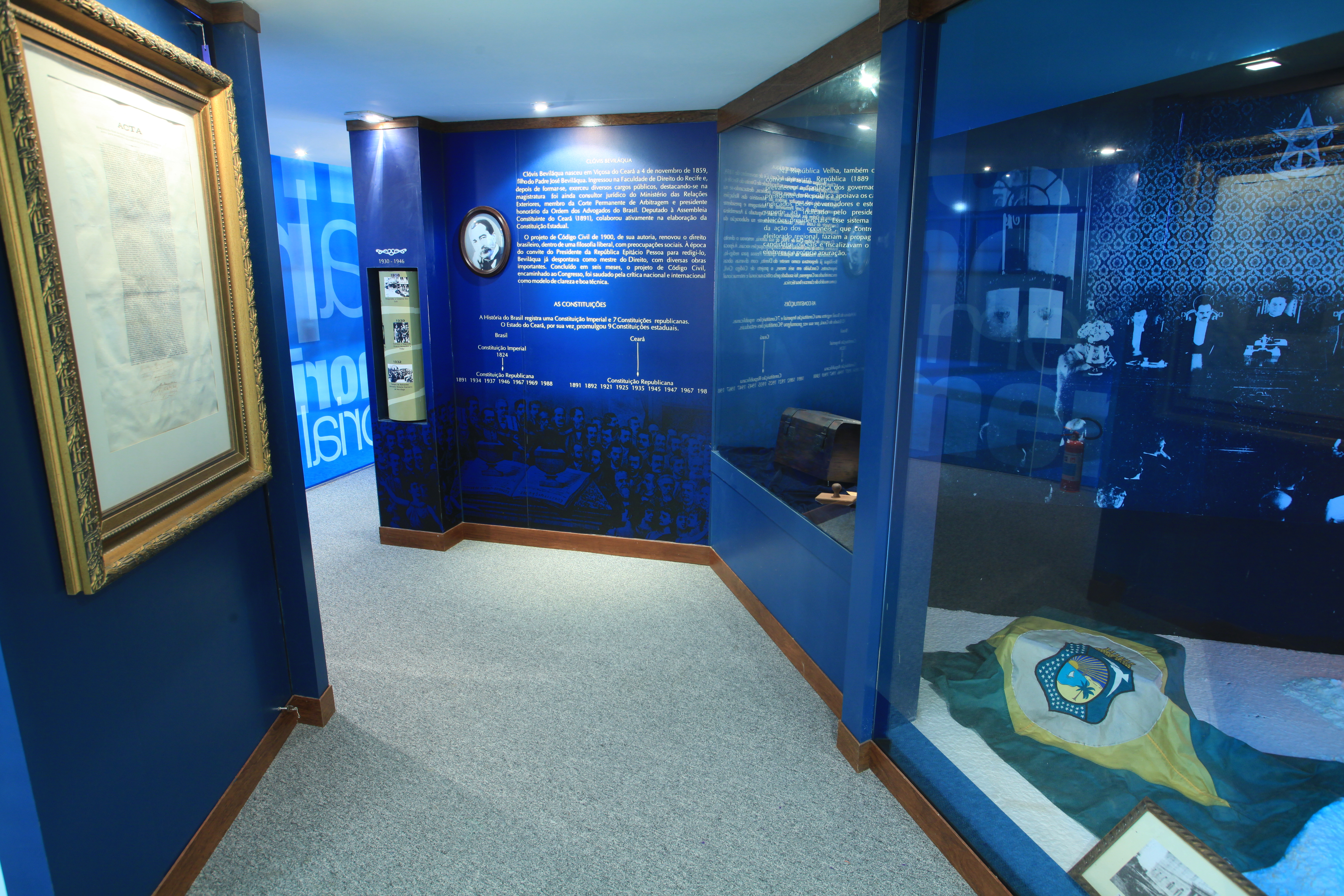
Parte interna do Malce

Mais importante instrumento de preservação da história do legislativo cearense, o Malce foi reinstalado em maio de 2010, com uma nova museologia, e sob nova concepção expográfica, abrigando, em uma área de 360m², peças expositivas compostas por objetos, fotografias, documentos e material bibliográfico referentes ao Estado do Ceará, reunidas desde 1997 e oriundas da doação de parlamentares, ex-parlamentares e seus familiares. Destacam-se dessas peças a réplica da primeira Constituição Brasileira, de 1824, e a primeira Ata do Conselho Geral da Província do Ceará, datada de 1829.
As instalações da exposição garantem a inclusão de pessoas com deficiência, contando com equipamentos como transcrição do roteiro da exposição em braile, maquete e reprodução de objetos e personagens históricos para percepção táctil, de modo a permitir que pessoas com deficiência possam também desfrutar do acervo que conta a história do legislativo.
Quanto ao eixo Produção de Publicações, Debates e Palestras sobre Memória do Parlamento, destaca-se a produção de livros que abordam aspectos históricos do Legislativo Cearense, desde 1835, ano da instalação da Assembleia Provincial e traça o perfil biográfico dos parlamentares cearenses a partir de 1947 até o presente.
|    | Relação de Publicações do Memorial Deputado Pontes Neto                                                            |
| -- | --- |
| 1  | O CEARÁ EM TEMPO DE REDEMOCRATIZAÇÃO - CINQUENTENÁRIO DA CARTA MAGNA ESTADUAL (1947-1997)                          |
| 2  | ATAS DO CONSELHO GERAL DA PROVÍNCIA DO CEARÁ (1829-1835)                                                           |
| 3  | PRESIDENTES DO PODER LEGISLATIVO DO CEARÁ (1835-1999) – 1ª ED.                                                     |
| 4  | PRESIDENTES DO PODER LEGISLATIVO DO CEARÁ (1835-2001) – 2ª ED.                                                     |
| 5  | VICE-GOVERNADORES DO ESTADO DO CEARÁ (1947-2002)                                                                   |
| 6  | PRESIDENTES DO PODER LEGISLATIVO DO CEARÁ (1835-2002) - 3ª ED.                                                     |
| 7  | OS CONSTITUINTES DE 1947 – 2ª ED.                                                                                  |
| 8  | PRESIDENTES DO PODER LEGISLATIVO DO CEARÁ (1835-2006) – 4ª ED.                                                     |
| 9  | PODER LEGISLATIVO DO ESTADO – MESAS DIRETORAS (1835-2008) – 1ª ED.                                                 |
| 10 | OS CLÉRICOS CATÓLICOS NA ASSEMBLÉIA PROVINCIAL DO CEARÁ (1834-1889) – 1ª ED.                                       |
| 11 | MULHERES NO PARLAMENTO CEARENSE – 1ª ED.                                                                           |
| 12 | CADERNOS TRAMAS DA MEMÓRIA VOL.1                                                                                   |
| 13 | CADERNOS TRAMAS DA MEMÓRIA VOL.2                                                                                   |
| 14 | CADERNOS TRAMAS DA MEMÓRIA VOL.3                                                                                   |
| 15 | AINDA 1964 – HISTÓRIA, POLÍTICA E SENSIBILIDADES                                                                   |
| 16 | MULHERES NO PARLAMENTO CEARENSE – 2ª ED. - REVISTA E ATUALIZADA                                                    |
| 17 | PRESIDENTES DO PODER LEGISLATIVO DO CEARÁ – IMPÉRIO E REPÚBLICA (1835-2016) – 5ª ED.                               |
| 18 | MESAS DIRETORAS DO PODER LEGISLATIVO DO CEARÁ (1835-2016) – 2ª ED.                                                 |
| 19 | CONSTITUINTES DE 1947 – 3ª ED                                                                                      |
| 20 | GOVERNADORES DO ESTADO DO CEARÁ: REGISTROS BIBLIOGRÁFICOS                                                          |
| 21 | VICE-GOVERNADORES DO CEARÁ: REGISTROS BIOGRÁFICOS                                                                  |
| 22 | MULHERES NO PARLAMENTO CEARENSE – 3ª ED. REVISTA E ATUALIZADA                                                      |
| 23 | OS CLÉRICOS CATÓLICOS NA ASSEMBLEIA PROVINCIAL DO CEARÁ (1834-1889) - 2019 (IMPRESSO EM 2015 E REIMPRESSO EM 2019) |
| 24 | 12ªLEGISLATURA (1947-1950)                                                                                         |
| 25 | 13ªLEGISLATURA (1951-1954)                                                                                         |
| 26 | 14ªLEGISLATURA (1955-1958) – 1ª ED.                                                                                |
| 27 | 14ª LEGISLATURA (1955-1958) – 2ª ED. (REIMPRESSO EM 2014)                                                          |
| 28 | 15ªLEGISLATURA (1959-1962) - 1ª ED.                                                                                |
| 29 | 15ª LEGISLATURA (1959-1962) - 2ª ED. (REIMPRESSO EM 2014)                                                          |
| 30 | 16ªLEGISLATURA (1963-1966)                                                                                         |
| 31 | 17ªLEGISLATURA (1967-1970)                                                                                         |
| 32 | 18ªLEGISLATURA (1971-1974)                                                                                         |
| 33 | 19ª LEGISLATURA (1975-1978)                                                                                        |
| 34 | 20ªLEGISLATURA (1979-1982)                                                                                         |
| 35 | 21ªLEGISLATURA (1983-1986)                                                                                         |
| 36 | 22ªLEGISLATURA (1987-1990)                                                                                         |
| 37 | 23ªLEGISLATURA (1991-1994)                                                                                         |
| 38 | 24ªLEGISLATURA (1995-1998)                                                                                         |
| 39 | 25ªLEGISLATURA (1999-2002)                                                                                         |
| 40 | 26ªLEGISLATURA (2003-2006)                                                                                         |
| 41 | 27ªLEGISLATURA (2007-2010)                                                                                         |
| 42 | 28ªLEGISLATURA (2011-2014)                                                                                         |
| 43 | 29ªLEGISLATURA (2015-2018)                                                                                         |
| 44 | CEARÁ – CONSTITUINTES ESTADUAIS DE 1989 CONTEXTUALIZAÇÃO HISTÓRICA E REGISTROS BIBLIOGRÁFICOS                      |
| 45 | CRONOGRAFIA DO CEARÁ - SOCIAL, POLÍTICA E LEGISLATIVA                                                              |
| 46 | 30ª LEGISLATURA (2019-2022)                                                                                        |

O eixo Gerenciamento, Pesquisas e Elaboração de Exposições de Curta Duração tem por objetivo informar e educar o público sobre um tema específico de forma didática e impactante a exemplo de Celebração de datas comemorativas e eventos históricos com uma exibição temporária. O Malce já realizou cerca de 29 exposições temporárias ao longo de sua história, trazendo temas caros à sociedade cearense.

### Histórico
O Memorial Deputado Pontes Neto foi criado pela Portaria nº 45/97, de 21 de março de 1997, e publicada no Diário Oficial no dia 03 de abril do mesmo ano, durante a legislatura do Deputado Luiz Pontes como Presidente da Assembleia Legislativa do Ceará. À época foi assim denominado pela Lei 12.716, de 04 de setembro de 1997, para reverenciar um dos mais ilustres parlamentares cearenses, tanto no exercício de suas funções políticas quanto profissionais e humanitárias. Para operacionalizá-lo foi instituído, através da mesma Portaria nº 45/97, um Grupo de Trabalho - GTMA - Grupo de Trabalho do Memorial da Assembleia, inicialmente composto por seis membros.  
A inauguração oficial do Memorial, embora não houvesse ainda um espaço físico destinado ao seu pleno funcionamento deu-se em 1997, com a exposição “O Ceará em Tempo de Redemocratização: os Constituintes de 1947”, juntamente com a publicação do livro “Cinquentenário da Carta Magna Estadual 1947-1997”. No ano seguinte, graças a um convênio firmado entre a Assembleia Legislativa e a Secretaria de Cultura do Ceará a exposição teve assento, em caráter de longa duração, nas dependências do Arquivo Público do Estado, que passou a ser um braço do Memorial. Lá permaneceu durante oito anos, enquanto a equipe técnica, em sua maioria, continuava nas dependências da Casa trabalhando no levantamento dos dados biográficos dos Parlamentares, na captação de objetos pessoais dos Deputados, bem como na pesquisa da história do Parlamento Cearense, desde sua criação como Assembleia Provincial em 1835. 
Em 2007 o Memorial conquistou o primeiro espaço físico especialmente a ele designado. A inauguração da sala nas dependências da Assembleia deu-se em 30 de janeiro. Porém, somente 13 anos após a sua criação o Memorial se estabelece definitivamente numa área de 360m² destinada a contar a história do Parlamento Cearense, bem como a história política do Brasil, apresentada a partir de recursos tecnológicos e expográficos. Esta criação contou com o apoio do então Presidente da Assembleia Legislativa do Ceará, no biênio 2008-2010, Deputado Domingos Filho.